# Chánh án Hàn Quốc
Chánh án Hàn Quốc (tiếng Hàn: 대법원장; Hanja: 大法院長; Romaja: Daebeobwonjang; Hán-Việt: Đại pháp viện trường) là chánh án của Tòa án Tối cao Hàn Quốc. Với tư cách là chủ tọa phiên tòa của Bồi thẩm đoàn bao gồm hai phần ba trong số mười bốn Thẩm phán Tòa án Tối cao, Chánh án đại diện cho Tòa án Tối cao Hàn Quốc. Chánh án được coi là một trong hai người đứng đầu tương đương của ngành tư pháp trong Chính phủ Hàn Quốc. Một người đứng đầu khác là Chủ tịch Tòa án Hiến pháp Hàn Quốc. Chánh án hiện tại của Hàn Quốc là Kim Myeong-soo.

## Bổ nhiệm và nhiệm kỳ
Theo chương 5, điều 104(1) của Hiến pháp, và điều 12(1) của Đạo luật Tổ chức Tòa án, Chánh án được Tổng thống Hàn Quốc bổ nhiệm với sự đồng ý của Quốc hội Hàn Quốc.
Trong khi điều 105(1) của Hiến pháp quy định nhiệm kỳ của Chánh án là một nhiệm kỳ sáu năm không gia hạn, tuổi nghỉ hưu bắt buộc theo quy định 105(4) của Hiến pháp. Hiện tại, tuổi nghỉ hưu bắt buộc của Chánh án là 70 theo điều 45(4) của Đạo luật Tổ chức Tòa án.

## Danh sách các chánh án
| №  | Tên             | Nhiệm kỳ             | Nhiệm kỳ             |
| -- | --------------- | -------------------- | -------------------- |
| 1  | Kim Byung-ro    | 5 tháng 8 năm 1948   | 12 tháng 12 năm 1957 |
| 2  | Cho Young-sun   | 9 tháng 6 năm 1958   | 10 tháng 5 năm 1960  |
| 3  | Cho Jin-man     | 30 tháng 6 năm 1961  | tháng 1 năm 1964     |
| 4  | Cho Jin-man     | tháng 1 năm 1964     | 19 tháng 10 năm 1968 |
| 5  | Min Bok-ki      | 21 tháng 10 năm 1968 | tháng 3 năm 1973     |
| 6  | Min Bok-ki      | 14 tháng 3 năm 1973  | 21 tháng 12 năm 1978 |
| -  | Yi Young-sup    | 22 tháng 12 năm 1978 | 22 tháng 3 năm 1979  |
| 7  | Yi Young-sup    | 22 tháng 3 năm 1979  | 15 tháng 4 năm 1981  |
| 8  | Yoo Tai-heung   | 16 tháng 4 năm 1981  | 15 tháng 4 năm 1986  |
| 9  | Kim Yong-chul   | 16 tháng 4 năm 1986  | 19 tháng 6 năm 1988  |
| 10 | Lee Il-kyu      | 6 tháng 7 năm 1988   | 15 tháng 12 năm 1990 |
| 11 | Kim Deok-ju     | 16 tháng 12 năm 1990 | 10 tháng 9 năm 1993  |
| 12 | Yun Kwan        | 25 tháng 9 năm 1993  | 24 tháng 9 năm 1999  |
| 13 | Choi Jong-young | 25 tháng 9 năm 1999  | 24 tháng 9 năm 2005  |
| 14 | Lee Yong-hun    | 25 tháng 9 năm 2005  | 24 tháng 9 năm 2011  |
| 15 | Yang Sung-tae   | 25 tháng 9 năm 2011  | 24 tháng 9 năm 2017  |
| 16 | Kim Myeong-soo  | 25 tháng 9 năm 2017  | Đương nhiệm          |